# 앰버 맥도널드
앰버 맥도널드(영어: Amber McDonald)는 미국의 배우이다. 플로리다주 출신으로 2006년 파일럿만 나오고 캔슬된 드라마 《아쿠아맨》에서 주연 에바 역으로 나왔다. 지금은 연극 무대에서 활동중이다.

## 출연작 목록

### 텔레비전 드라마
| 연도 | 제목     | 원제       | 배역     | 비고                        |
| ---- | -------- | ---------- | -------- | --------------------------- |
| 2006 | 컨빅션   | Conviction | 서맨사   | "Deliverance" 에피소드 출연 |
| 2006 | 스몰빌   | Smallville | 글로리아 | "Wither" 에피소드 출연      |
| 2006 | 아쿠아맨 | Aquaman    | 에바     | 파일럿만 나옴               |